# Глекові поховання

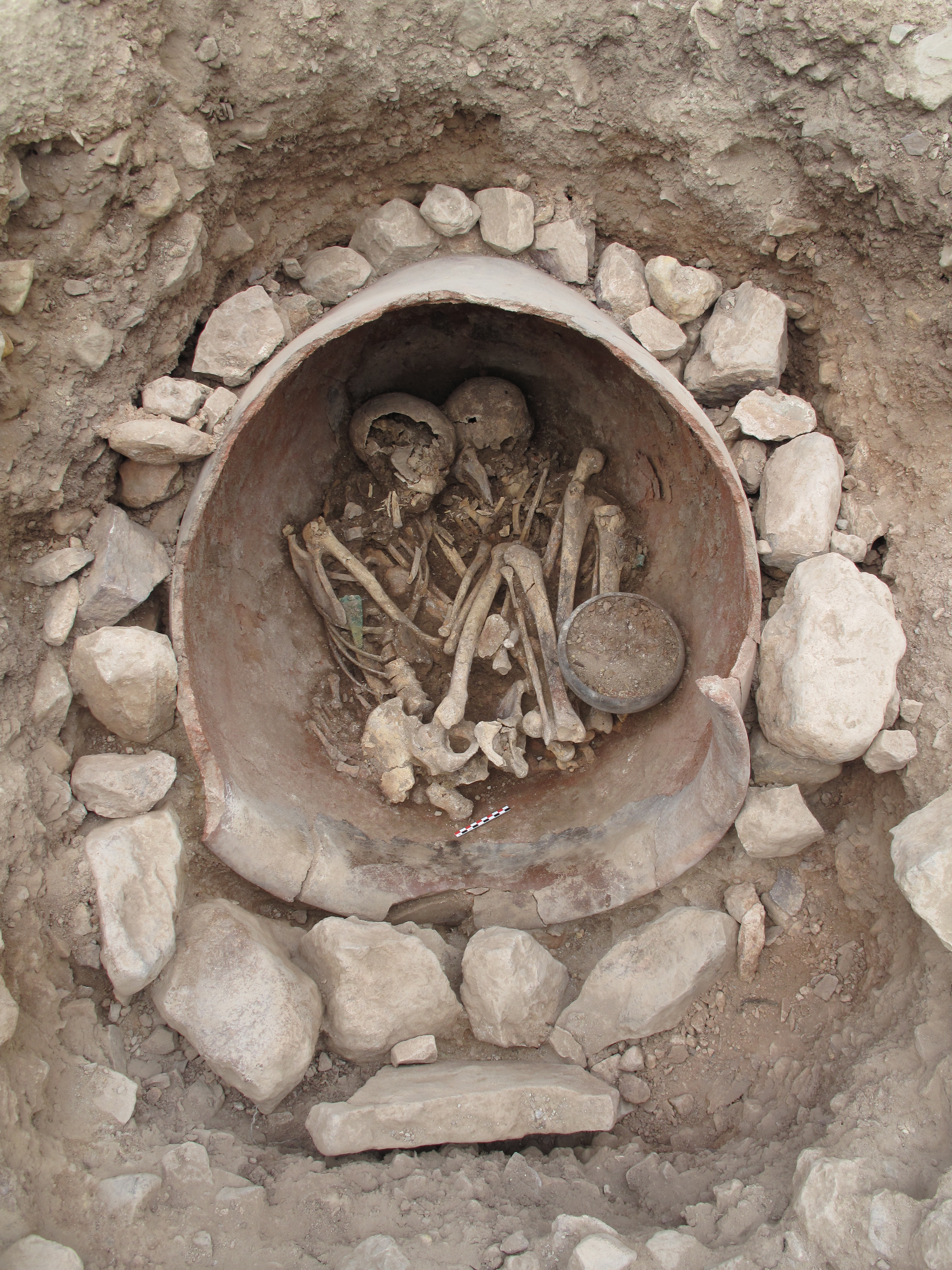
Глек з останками двох чоловіків. Ла-Бастида-де-Тотана, Мурсія, Іспанія

Глекові поховання — поховання померлих у глеках (спеціально виготовлених або звичайних господарських), що були поширені в різних народів. Померлих ховали переважно в скорченому стані. Під глековим похованням мають на увазі інгумацію, тобто вкладання в глек цілого тіла померлого, але ним можуть називати й поховання решток трупоспалення, хоча на думку деяких авторів, такі кремаційні поховання не можна вважати глековими. Цей поховальний звичай дав назву поширеній в Закавказзі з IV ст. до н. е. до VIII ст. н. е. культурі глекових поховань.
Відомі з IV-III-го тисячоліть до н. е. у різних народів, що населяли Єгипет, острів Крит, території Греції, Іспанії, Італії. Найраніші глекові поховання відкриті в Єгипті, в могильниках IV-го тисячоліття до н. е. У III—II тисячоліттях з'являються в Межиріччі, в деяких районах Середземномор'я і Малої Азії. В I-му тисячолітті до н. е. і на початку н. е. були поширені серед населення Кавказу (Абхазія, Колхіда, Східне Закавказзя). На території України глекові поховання трапляються в некрополях античних міст Північного Причорномор'я. Однією з пам'яток цього типу є поховання на Козирському городищі поблизу Ольвії.
Відомо, що в деяких народів Південної Америки (тупі і араваків) звичай поховання в глиняних глеках існував до XX століття.
Обряд глекового поховання може відображати поширені в первісному суспільстві уявлення, пов'язані з культом плодючості, відродження, головну роль в якому відігравала жінка-мати. В цьому культі глиняні глеки уособлювали плодючу землю і жінку.